# 佐野城 (和泉国)
佐野城（さのじょう）は、和泉国日根郡佐野荘（大阪府泉佐野市）にあった日本の城。正確な所在地は不明で、一説には現在の旭町付近にあったという。

## 沿革
南北朝時代、楠木正儀の城として佐野城の名が現れる。正平6年（1351年）9月、楠木正儀が佐野城を築いて和泉国で北朝方と戦っており、佐野城の陣固めに淡輪助重が加わっている。
安土桃山時代になると、織田信長により佐野城が築かれた。通説では天正5年（1577年）の雑賀攻め後に築城されたとされるが、天正4年（1576年）に比定される織田信長朱印状の宛先に「佐野在城衆」とあることなどから、その時点で築かれていたことがわかる。信長の一族である織田信張も天正4年7月には佐野城に入城していたとみられ、和泉の国人や土豪たちが仕官を求め、佐野の国人の多賀氏に信張への取次を依頼している（「板原家文書」）。
雑賀攻め後の天正5年（1577年）3月、織田信張と根来寺杉坊（照算）が佐野城の定番とされ、雑賀衆ら紀州勢力への押さえの役を務めた。天正9年（1581年）2月の京都での馬揃えの際には、杉坊が佐野在城衆（「佐野一統者共」）を連れてくる手筈となっていた。
佐野城は、和泉守護代だった松浦氏旧臣の寺田生家・松浦家兄弟や沼間任世の在城する岸和田城・綾井城と共に織田政権による和泉支配を担ってきたが、天正9年（1581年）7月頃に織田信張が岸和田城に入城すると、以後、岸和田城が中央政権の拠点城郭に位置付けられることとなる。
この後、佐野村の「新城」に籠もる根来僧が鷺森本願寺への参詣者を妨害したり（『並河記録』）、天正10年（1582年）9月に本願寺が根来寺に参詣者の安全確保への協力を要請するも、佐野城の足軽衆が同心しないという旨が伝えられるなどしており（『天正日記』）、天正11年（1583年）7月に本願寺の顕如や教如らが鷺森から貝塚に移っている。この根来僧の佐野城は、天正13年（1585年）3月の豊臣秀吉による紀州攻めの際に、守兵が退散して落城したという。